# Chris Clark (Musiker)

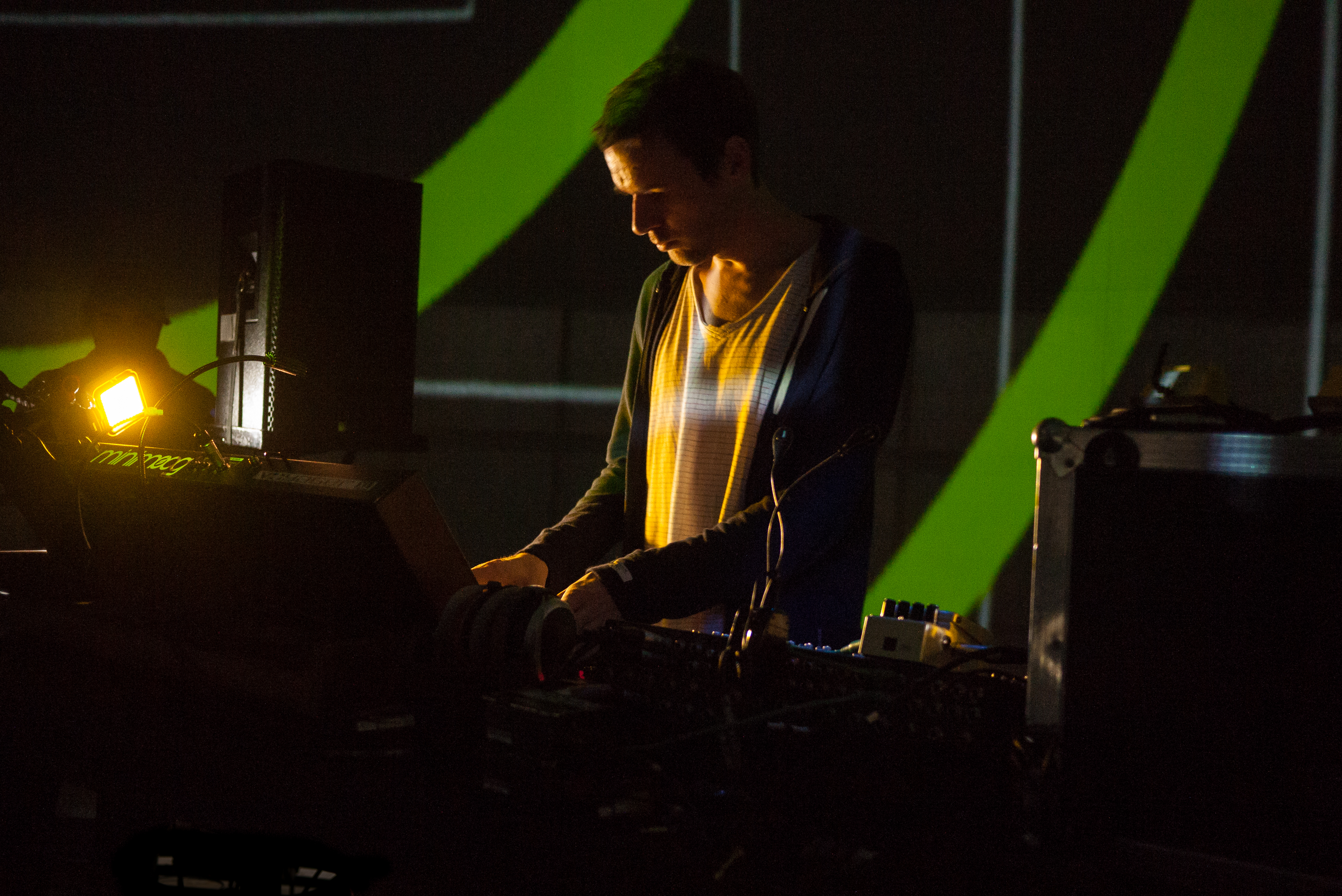
Chris Clark (2012)

Christopher Stephen „Chris“ Clark (* 29. August 1979 in St Albans, Hertfordshire) ist ein britischer Electronica-Musiker und Filmkomponist, der vor allem unter dem Pseudonym Clark bekannt wurde. 

## Leben
Clark veröffentlichte von 2001 bis 2017 über das Label Warp Records. Das Debütalbum Clarence Park wurde nach der gleichnamigen Parkanlage in seiner Heimatstadt St Albans benannt. Die LP Body Riddle von 2006 kam mit einer kostenlosen EP (ThrottleClarence) auf den Markt, welche einige seiner frühen und bis dahin unveröffentlichten Werke enthielt. Die EP Throttle Furniture, wie auch sämtliche darauffolgende Veröffentlichungen, erschienen unter dem Namen Clark. 
Seit dem Jahr 2015 entstanden erste Soundtracks für Serien wie The Last Panthers und Rellik oder Spielfilme wie Der Killer in mir. 2018 gründete er sein eigenes Label Throttle Records.
Nach Aufenthalten in Bristol, Brighton und Birmingham lebt Clark derzeit in Berlin.

## Diskografie (Auswahl)
Alben
- 2001: Clarence Park (Warp Records)
- 2003: Empty the Bones Of You (Warp Records)
- 2006: Body Riddle (Warp Records)
- 2008: Turning Dragon (Warp Records)
- 2009: Totems Flare (Warp Records)
- 2012: Iradelphic (Warp Records)
- 2013: Feast / Beast (Warp Records)
- 2014: Clark (Warp Records)
- 2016: The Last Panthers (Warp Records)
- 2017: Death Peak (Warp Records)
- 2019: Kiri Variations (Throttle Records)
- 2021: Playground in a Lake (Deutsche Grammophon)
- 2022: 05-10 (Warp Records)
- 2023: Sus Dog (Throttle Records)

Singles und EPs
- 2003: Ceramics Is The Bomb (Warp Records)
- 2006: Throttle Clarence (Warp Records)
- 2006: Throttle Furniture (Warp Records)
- 2006: Ted EP (Warp Records)
- 2007: Throttle Promoter (Warp Records)
- 2009: Growls Garden (Warp Records)
- 2012: Fantasm Planes (Warp Records)
- 2014: Superscope (Warp Records)
- 2014: Edits (Warp Records)
- 2015: Flame Rave (Warp Records)
- 2017: Honey Badger / Pig (Warp Records)
- 2017: Rellik EP (Warp Records)
- 2018: E.C.S.T. T.R.A.X. (Throttle Records)
- 2019: Branding Problem (Throttle Records)

## Filmografie (Auswahl)
Soundtrack
- 2015: The Last Panthers (Miniserie)
- 2017: Rellik (Miniserie)
- 2018: Kiri (Miniserie)
- 2019: Der Killer in mir (Daniel Isn’t Real)
- 2024: We Bury the Dead